# Benk (Weißdorf)

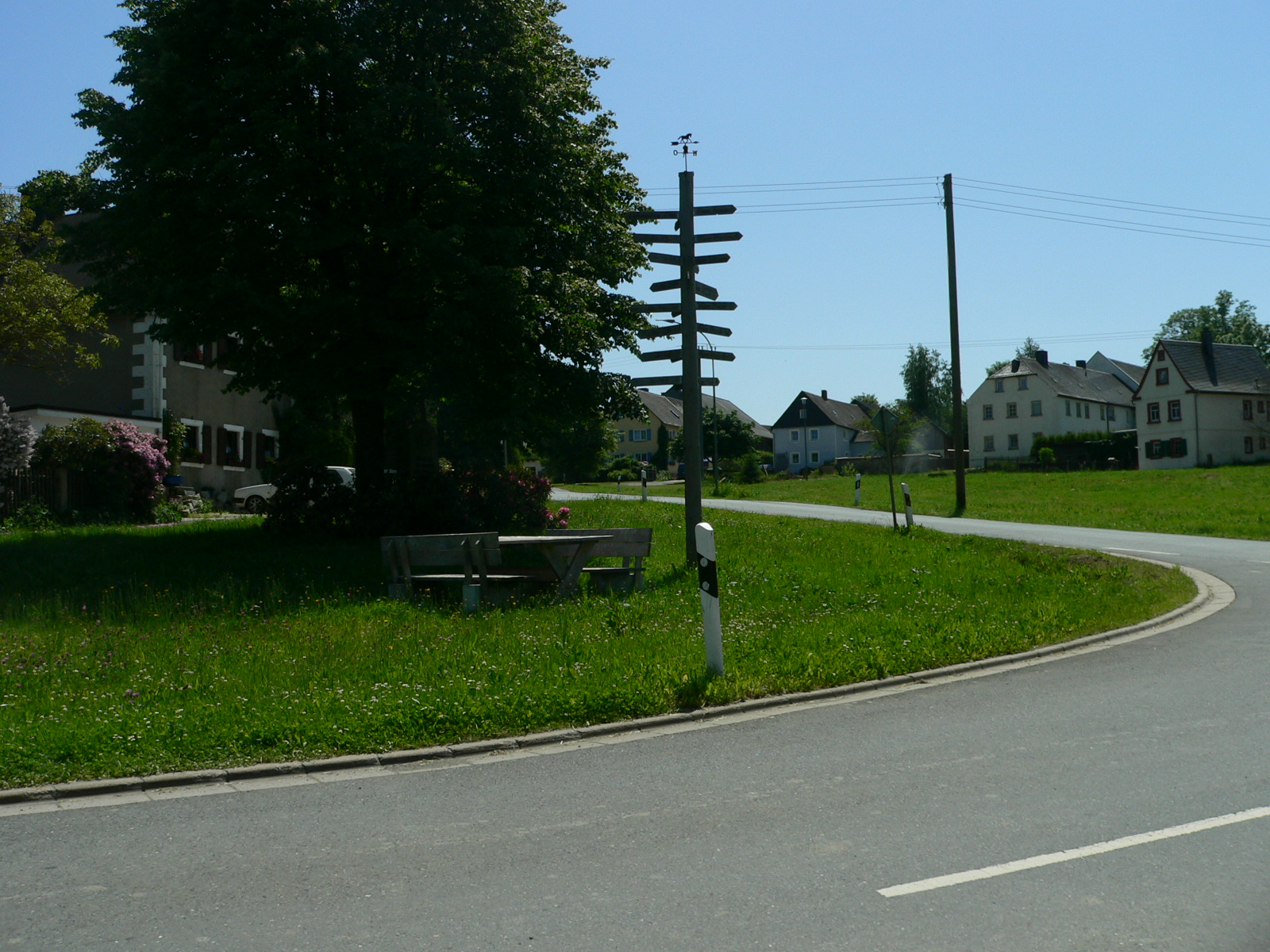
Ansicht des Ortskerns

Benkist ein Gemeindeteil der Gemeinde Weißdorf im Landkreis Hof (Oberfranken, Bayern). Benk liegt in der Gemarkung Hallerstein.

## Geografie
Das Dorf liegt auf freier Flur am Benker Berg (606 m ü. NHN). Die Staatsstraße 2176 führt nach Weißdorf zur Bundesstraße 289 (1,5 km nordwestlich) bzw. nach Kirchenlamitz (6,5 km südöstlich). Eine Gemeindeverbindungsstraße führt nach Albertsreuth (1,8 km nordöstlich).

## Geschichte
Der Ort wurde im Jahr 1361 als „Penck“ erstmals urkundlich erwähnt.
Zur Realgemeinde Benk gehörte Lohmühle. Gegen Ende des 18. Jahrhunderts bestand Benk aus 20 Anwesen und einem Gemeindehirtenhaus. Die Hochgerichtsbarkeit stand dem bayreuthischen Stadtrichteramt Münchberg zu. Das bayreuthische Amt Hallerstein hatte die Dorf- und Gemeindeherrschaft. Grundherren waren das Amt Hallerstein (4 Höfe, 8 Halbhöfe, 4 Viertelhöfe, 1 Achtelhof, 2 halbe Achtelhöfe) und das Rittergut Bug (1 Gut).
Von 1797 bis 1810 unterstand Benk dem Justiz- und Kammeramt Münchberg. Infolge des Ersten Gemeindeedikts wurde Benk dem 1812 gebildeten Steuerdistrikt Hallerstein und der zugleich entstandenen Ruralgemeinde Hallerstein zugeordnet. Im Zuge der Gebietsreform in Bayern wurde Benk am 1. Juli 1976 in die Gemeinde Weißdorf eingegliedert.

### Baudenkmäler
- Im angrenzenden Wald sind es mehrere alte Grenzsteine, ein Steinkreuz an der Straße nach Kirchenlamitz und ein Markgrafenwappen am Hohen Stein.[9]
- Haus Nr. 15: Wohnstallhaus[9]
- Haus Nr. 16: Wohnstallhaus[9]

ehemalige Baudenkmäler
- Haus Nr. 19: Wohnstallhaus mit Satteldach, wohl 18. Jahrhundert, Strohdeckung, Giebel verschalt.[10]
- Haus Nr. 20: Türrahmung[9]

### Einwohnerentwicklung
| Jahr      | 001799 | 001812 | 001819 | 001861 | 001871 | 001885 | 001900 | 001925 | 001950 | 001961 | 001970 | 001987 |
| Einwohner | 123    | 158    | *164   | 202    | 164    | 161    | 157    | 129    | 152    | 117    | 105    | 79     |
| Häuser    | 23     | 24     |        |        |        | 26     | 25     | 23     | 22     | 22     |        | 22     |
| Quelle    | [ 12 ] | [ 7 ]  | [ 13 ] | [ 14 ] | [ 15 ] | [ 16 ] | [ 17 ] | [ 18 ] | [ 19 ] | [ 20 ] | [ 21 ] | [ 1 ]  |

## Religion
Benk ist bis heute nach St. Maria (Weißdorf) gepfarrt und seit der Reformation evangelisch-lutherisch geprägt.